# 4x duurder
4x duurder is een single van de Nederlandse rapformatie SBMG met rapper Lil' Kleine en DJ Stijco uit 2017. 

## Achtergrond
4x duurder is geschreven door Jorik Scholten, DJ Stijco, Henk Mando, Chyvon Pala en geproduceerd door DJ Stijco. Het is een nederhoplied waarin de rappers pooien met hun geld; ze zeggen dat wat zij hebben vier keer duurder is dan wat de ander heeft. In het lied delen zowel de rapper Chivv van SMBG als Lil' Kleine een sneer uit naar Monica Geuze. Lil' Kleine heeft een relatie met de vlogster gehad. Geuze reageerde hier als volgt op: "Ik dacht, versta ik het nou goed? En toen dacht ik weer oké. Ik vind het hartstikke leuk." De videoclip is opgenomen in Parijs. Van het nummer bracht SMBG in 2017 nog twee remixen uit; een met rappers Willie Wartaal, Dio, Big2 en Sef en een met Josylvio, Sevn Alias, D-Double en DJ Stijco. De single heeft in Nederland de driedubbele platina status.

## Hitnoteringen
Het lied was succesvol in Nederland en in mindere mate in België. In de Single Top 100 kwam het binnen op de tweede plaats, wat ook gelijk de piekpositie was. Het stond in totaal 28 weken in deze hitlijst. Het piekte in de Top 40 op de negende plek en was negen weken in deze lijst te vinden. In de Vlaamse Ultratop 50 was er geen notering, maar het kwam tot de twintigste plaats van de Ultratip 100.